# Калузьке (електродепо)
55°39′32″ пн. ш. 37°32′44″ сх. д. / 55.65889° пн. ш. 37.54556° сх. д.
Електродепо ТЧ −5 «Калузьке» (рос. Электродепо «Калу́жское») обслуговує Калузько-Ризьку лінію Московського метрополітену. Друге за кількістю потягів депо e Московському метро після «Владикіно» (ТЧ-14).
В однієї з нав депо з 1964-го по 1974-й рр. була розташована тимчасова станція Калузька.

## Лінії, що обслуговує
| Лінія                 | Роки                                   |
| --------------------- | -------------------------------------- |
| Калузько-Ризька лінія | з 1962 (до 1978 — єдине депо на лінії) |

## Рухомий склад
| Тип вагонів                  | Роки        |
| ---------------------------- | ----------- |
| Г                            | 1962 — 1983 |
| Д                            | 1962 — 1965 |
| Е, Ем-508, Ем-509, Еж, Еж1   | 1970 — 1992 |
| 81-717/714, 81-717.5/714.5   | з 1987      |
| 81-717.5М/714.5М             | з 2019      |
| 81-775/776/777 «Москва-2020» | з 2021      |
| 81-765/766/767 «Москва»      | з 2021      |